# حصار لشبونة (1384)
حصار لشبونة هي جزء من معارك أزمة 1383-1385 التي هي جزء من حروب مئة عام تم حصار لشبونة من قبل ملك قشتالة وليون خوان الأول في 29 مايو لم تستطع لشبونة مقاومة الحصار حتى بث فيها المجاعة والأمراض الوبائية ولكن أنصار أفيس لم يتخلوا عنها بل قاوموا العدو وفي مانو أرسل جون غونت, دوق لانكاستر إغاثة إلى لشبونة واستطيع تحرير هذا الحصار مؤقتاً وبعد مقتل كابتن الفريق، انتهى الحصار بعد هجمات المتكررة من نونو ألفاريز بيريرا على معسكرات القشتاليين في لشبونة واستهتازات بهم وأيضا تفشي طاعون فيما بينهم أمر خوان الأول بفك حصار لشبونة والعودة إلى الوطن، كان هدف خوان الأول من الحصار هو تتويج نفسه وزوجته ملوك لبرتغال, الآن يعتبر ملك وملكة معين، وأيضا عدم سقوطها في يد المتآمرون ضده.